# St. Agatha
St. Agatha és una població dels Estats Units a l'estat de Maine (EUA). Segons el cens del 2000 tenia 802 habitants.

## Demografia
Segons el cens del 2000, St. Agatha tenia 802 habitants, 350 habitatges, i 235 famílies. La densitat de població era de 10,5 habitants/km².
Dels 350 habitatges en un 24,3% hi vivien nens de menys de 18 anys, en un 59,1% hi vivien parelles casades, en un 3,1% dones solteres, i en un 32,6% no eren unitats familiars. En el 28,3% dels habitatges hi vivien persones soles el 14,6% de les quals corresponia a persones de 65 anys o més que vivien soles. El nombre mitjà de persones vivint en cada habitatge era de 2,27 i el nombre mitjà de persones que vivien en cada família era de 2,76.
Per edats la població es repartia de la següent manera: un 18,7% tenia menys de 18 anys, un 5,1% entre 18 i 24, un 24,4% entre 25 i 44, un 34,3% de 45 a 60 i un 17,5% 65 anys o més.
L'edat mediana era de 46 anys. Per cada 100 dones de 18 o més anys hi havia 99,4 homes.
La renda mediana per habitatge era de 30.833 $ i la renda mediana per família de 36.691 $. Els homes tenien una renda mediana de 29.808 $ mentre que les dones 19.167 $. La renda per capita de la població era de 15.535 $. Entorn del 6,6% de les famílies i el 10% de la població estaven per davall del llindar de pobresa.